# NGC 7018
NGC 7018 (również PGC 66141) – galaktyka eliptyczna (E), znajdująca się w gwiazdozbiorze Koziorożca. Odkrył ją Francis Leavenworth 8 lipca 1885 roku.
NGC 7018 tworzą dwie zderzające się galaktyki położone w centralnym rejonie gromady galaktyk Abell 3744. Wschodnia z tych galaktyk jest silnym źródłem fal radiowych, czyli radiogalaktyką.